# Starnmeer
Starnmeer est un village et un polder de la commune néerlandaise de Alkmaar, dans la province de la Hollande-Septentrionale.

## Histoire
Le polder de Starnmeer a été asséché en 1643.